# Göteborg Kraftsportklubb
Göteborg Kraftsportklubb är en kraftsportsklubb som bildades 1933. Klubben ägnar sig idag åt styrkelyft, det vill säga knäböj, bänkpress och marklyft. Mellan åren 1995 – 2019 höll klubben till i Slottskogsvallens gym vid Slottskogsvallen i Göteborg men sedan januari 2019 har föreningen en egen lokal hos Friskis och Svettis i Majorna.

## Lyftare som utmärkt sig
Kenneth Mattsson vann som första svensk VM-guld i styrkelyft 1982 samt 1983 (dock för en annan klubb) och är sedan 90-talet aktiv i klubben.
Sofia Loft är trefaldig världsmästare i klassiskt styrkelyft, 2014-2016. Hon var första svensk att ta VM-guld i seniorklassen i klassisk styrkelyft 2014.